# Budynek loży wolnomularskiej w Radomiu
Budynek loży wolnomularskiej w Radomiu – zabytkowy budynek znajdujący się w Radomiu przy ulicy Malczewskiego 7.

## Historia
Pierwszą znaną radomską lożą wolnomularską była utworzona w 1812 roku Jutrzenka Wschodząca na Wschodzie Radomia (nazwa nawiązywała do idei niepodległościowej). Loża zawiesiła działalność już rok później. Po wkroczeniu do Radomia wojsk rosyjskich w 1814 roku została otwarta ponownie. W latach 1816–1818 wzniesiono według projektu Jakuba Kubickiego budynek własny loży. Z konieczności zachowania konspiracji gmach figurował w księgach wieczystych jako własność kupca Jana Pusztyniki. Budynek należał do radomskiej loży do 1821 roku, kiedy władze carskie nakazały rozwiązanie wszystkich lóż w Królestwie Polskim. W latach 1822–1863 budynek zajmował lazaret wojskowy. Następnie do 1918 roku był siedzibą Powiatowego Związku Samorządowego, dla którego w latach 1925–1927 wzniesiono modernistyczny gmach w południowej części Śródmieścia. W okresie międzywojennym siedziba sądu pokoju. W latach 1939–1973 budynek ponownie zajmowany był przez szpital. Od 1975 siedziba prokuratury okręgowej (do 1999 wojewódzkiej).

## Architektura
Neorenesansowy, siedmioosiowy budynek ozdobiony jest portykiem umieszczonym przed wejściem głównym. Na pierwotne przeznaczenie budynku wskazują ornamenty okien pierwszego piętra – młoty, będące jednym z symboli masonerii.